# Saint-Michel-d’Aurance
Saint-Michel-d’Aurance – miejscowość i gmina we Francji, w regionie Owernia-Rodan-Alpy, w departamencie Ardèche.
Według danych na rok 1990 gminę zamieszkiwało 185 osób, a gęstość zaludnienia wynosiła 23 osób/km² (wśród 2880 gmin regionu Rodan-Alpy Saint-Michel-d’Aurance plasuje się na 1442. miejscu pod względem liczby ludności, natomiast pod względem powierzchni na miejscu 1277.).